# Slim Pickens
Louis Burton Lindley Jr. (Kingsburg, Californië, 29 juni 1919 – Modesto, Californië, 8 december 1983), beter bekend onder zijn artiestennaam Slim Pickens, was een Amerikaanse rodeoartiest, goedbetaalde rodeo clown en film- en televisieacteur. Gedurende een groot deel van zijn carrière speelde Pickens voornamelijk cowboyrollen en wordt vandaag wellicht het best herinnerd voor zijn komische rollen in Dr. Strangelove en Blazing Saddles.
Pickens speelde in Dr. Strangelove B-52-piloot majoor T.J. "King" Kong. Stanley Kubrick koos Pickens ter vervanging van Peter Sellers, die drie andere rollen in de film speelde, zijn enkel verstuikte en niet in staat was om de rol te vertolken, omdat hij in de krappe cockpitset moest werken. Pickens werd gekozen, omdat zijn accent en komische gevoel perfect waren voor de rol van Kong, een karikaturaal uitgebeelde patriottische en overijverige B-52-commandant die in rodeostijl en met zijn cowboyhoed zwaaiend op de waterstofbom zit die op een doel in de Sovjet-Unie wordt afgeworpen.
Pickens zei ooit over zijn acteursnaam : 'Mijn vader was tegen rodeorijden en vertelde me dat hij mijn naam nooit meer op de inschrijvingslijsten wilde zien. Terwijl ik me zorgen maakte over hoe ik mezelf moest noemen, zei een oude jongen op een wagen: Why don't you call yourself Slim Picken’s (texaans voor ‘slim pickings’ of ‘magere opbrengsten’), 'cause that's shore what yore prize money'll be (“Waarom noem je jezelf geen Slim Picken’s (Magere Opbrengsten), want dat is zeker wat je prijzengeld zal zijn”).

## Filmografie
- Smoky (1946) – Rodeo Cowboy (Niet op aftiteling)
- Rocky Mountain (1950) – Plank (CSA)
- Colorado Sundown (1952) – Joshua Slim Pickens / Ma Pickens
- The Last Musketeer (1952) – Slim Pickens
- Border Saddlemates (1952) – Slim Pickens
- The Story of Will Rogers (1952) – Dusty Donovan
- Old Oklahoma Plains (1952) – Slim
- South Pacific Trail (1952) – Slim Pickens
- Thunderbirds (1952) – Pvt. Wes Shelby
- Old Overland Trail (1953) – Slim Pickens
- The Sun Shines Bright (1953) – Sterling, Lanky Backwoodsman
- Iron Mountain Trail (1953) – Slim Pickens
- Down Laredo Way (1953) – Slim
- Shadows of Tombstone (1953) – Slim
- Red River Shore (1953) – Deputy Slim Pickens
- Phantom Stallion (1954) – Slim
- The Boy from Oklahoma (1954) – Shorty
- The Outcast (1954) – Boone Polsen
- Santa Fe Passage (1955) – Sam Beekman
- The Last Command (1955) – Abe
- When Gangland Strikes (1956) – Slim Pickett
- Stranger at My Door (1956) – Ben Silas
- The Great Locomotive Chase (1956) – Pete Bracken
- Gun Brothers (1956) – Moose MacLain
- Gunsight Ridge (1957) – Hank Moss
- The Sheepman (1958) – Marshal
- Escort West (1958) – Corporal Wheeler
- Tonka (1958) – Ace
- Stump Run (1959) – Babe Gaskin
- Chartroose Caboose (1960) – Pete Harmon
- One-Eyed Jacks (1961) – Deputy Lon Dedrick
- A Thunder of Drums (1961) – Trooper Erschick
- Savage Sam (1963) – Willy Crup
- Dr. Strangelove (1964) – majoor 'King' Kong
- Major Dundee (1965) – Wiley
- In Harm's Way (1965) – C.P.O Culpepper
- Up from the Beach (1965) – Artillery Colonel
- The Glory Guys (1965) – Sgt. James Gregory
- Stagecoach (1966) – Buck
- An Eye for an Eye (1966) – Ike Slant
- The Young Riders (1966)
- Un tipo dificil de matar (1967)
- Rough Night in Jericho (1967) – Yarbrough
- The Flim-Flam Man (1967) – Jarvis Bates
- Will Penny (1967) – Ike Walterstein
- Never a Dull Moment (1968) – Cowboy Schaeffer
- The Legend of Custer (1968) – California Joe Milner
- Skidoo (1968) – Switchboard Operator
- 80 Steps to Jonah (1969) – Scott
- Rosolino Paternò, soldato... (1970) – General Maxwell
- The Ballad of Cable Hogue (1970) – Ben Fairchild
- The Deserter (1971) – Tattinger - American Scout
- Temporada salvaje (1971) – Lucky
- The Cowboys (1972) – Anse
- J.C. (1972) – Grady Caldwell
- The Honkers (1972) – Clete
- The Getaway (1972) – Cowboy
- Pat Garrett and Billy the Kid (1973) – Sheriff Baker
- Blazing Saddles (1974) – Taggart
- Runaway on the Rogue River (1974) – Bucky Steele
- The Gun and the Pulpit (1974) – Billy One-Eye
- Bootleggers (1974) – Grandpa Pruitt
- Ginger in the Morning (1974) – Sheriff
- The Legend of Earl Durand (1974) – Phil Chumley
- Rancho Deluxe (1975) – Henry Beige
- Poor Pretty Eddie (1975) – Sheriff Orville
- The Apple Dumpling Gang (1975) – Frank Stillwell
- White Line Fever (1975) – Duane Haller
- Hawmps! (1976) – Naman Tucker
- Poor Pretty Eddie (1976) – Bob Jay
- Mr. Billion (1977) – Duane Hawkins
- The White Buffalo (1977) – Abel Pickney
- The Shadow of Chikara (1977) – Virgil Cane
- The Swarm (1978) – Jud Hawkins
- Smokey and the Good Time Outlaws (1978) – Sheriff Ledy
- The Sweet Creek County War (1979) – Jitters Pippen
- Beyond the Poseidon Adventure (1979) – Dewey 'Tex' Hopkins
- The Sacketts (1979) – Jack Bigelow
- 1941 (1979) – Hollis P. Wood
- Spirit of the Wind (1979) – Obie
- The Black Hole (1979) – B.O.B. (stem, niet op de aftiteling)
- Tom Horn (1980) – Sheriff Sam Creedmore
- Honeysuckle Rose (1980) – Garland Ramsey
- Christmas Mountain (1981)
- The Howling (1981) – Sam Newfield
- This House Possessed (1981, TV Movie) – Arthur Keene
- Pink Motel (1982) – Roy

## Trivia
- In 2012 op het album Days Go By bracht de Amerikaanse punkband The Offspring een nummer over Slim Pickens genaamd "Slim Pickens Does the Right Thing and Rides the Bomb to Hell" ter inspiratie van de film Dr. Strangelove.